# Johan R. Henriksen
Johan R. Henriksen (ur. 8 listopada 1886 w Biri, zm. 30 września 1975 w Oslo) – norweski specjalista kombinacji norweskiej.
W 1938 roku Henriksen otrzymał medal Holmenkollen wraz z Reidarem Andersenem.